# 34.ª edición de los Premios Óscar
La 34.ª edición de los Óscar premió a las mejores películas de 1961. Organizada por la Academia de Artes y Ciencias Cinematográficas y presentada por Bob Hope, tuvo lugar en el Santa Monica Civic Auditorium de Santa Mónica (Estados Unidos) el 9 de abril de 1962. Sophia Loren es la primera intérprete ganadora del Óscar a la mejor actriz por una película rodada en un idioma distinto al inglés.

## Ganadores y nominados

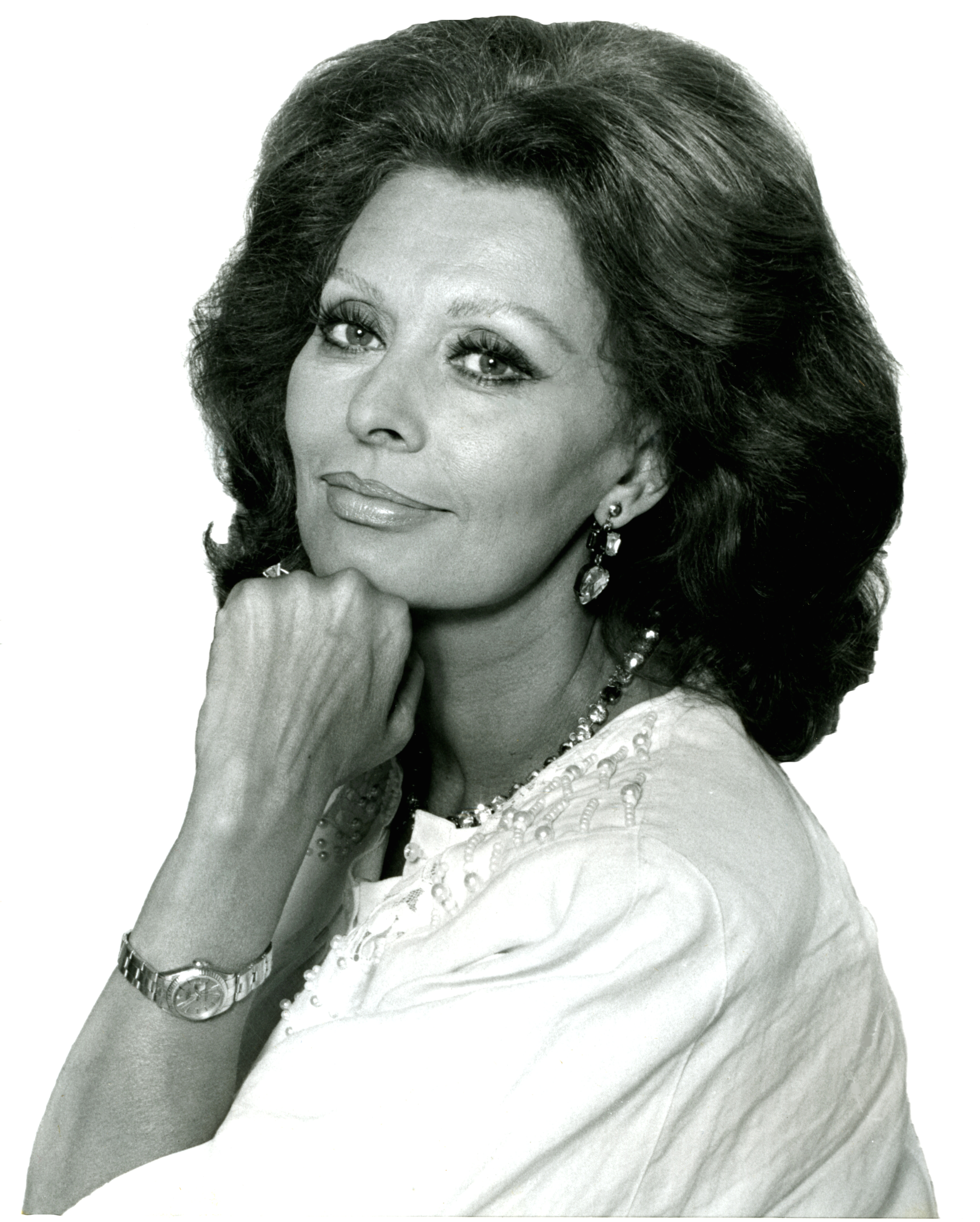
Sophia Loren ganó el Óscar como mejor actriz, por Dos mujeres.

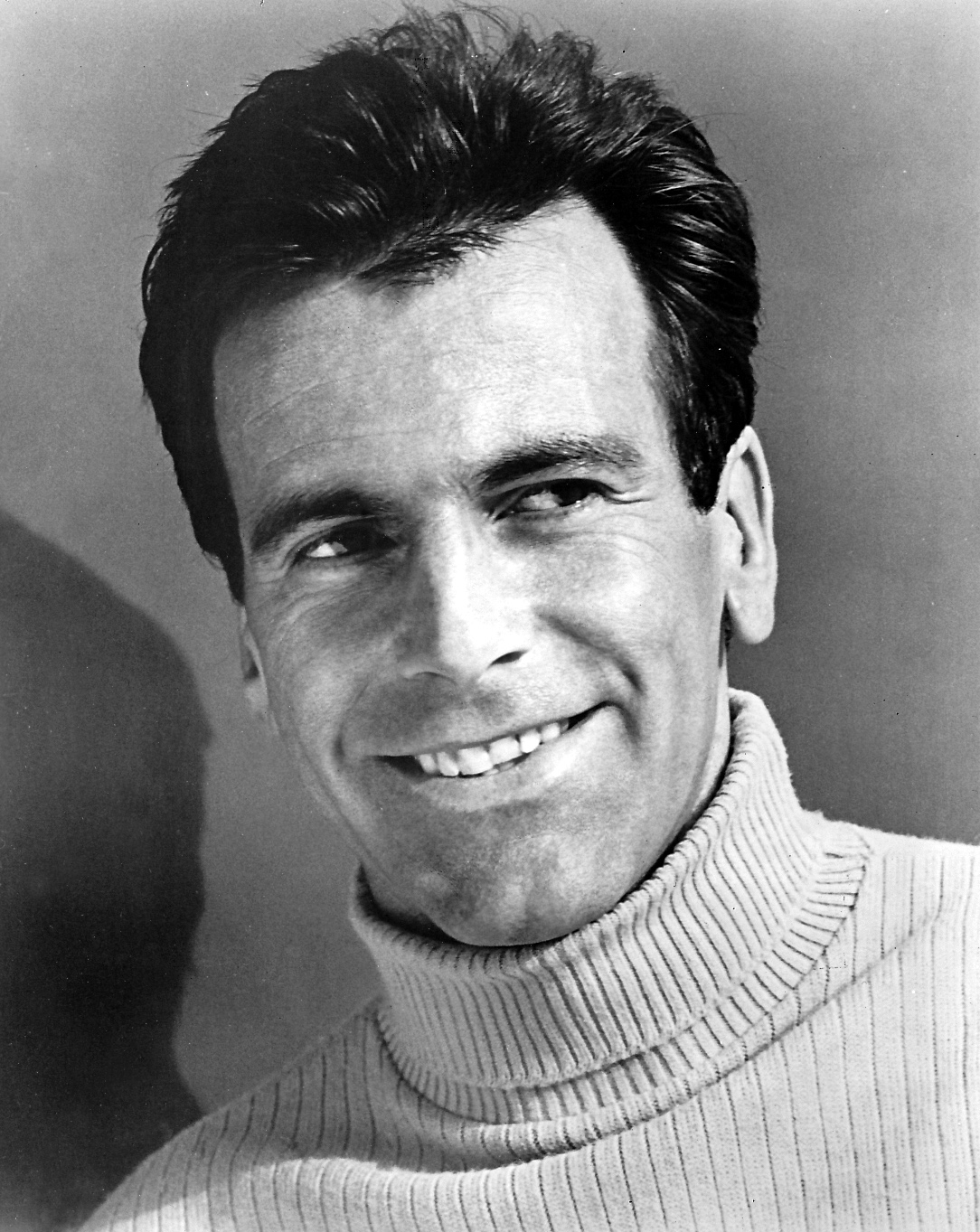
Maximilian Schell ganó el Óscar al mejor actor por Judgment at Nuremberg.

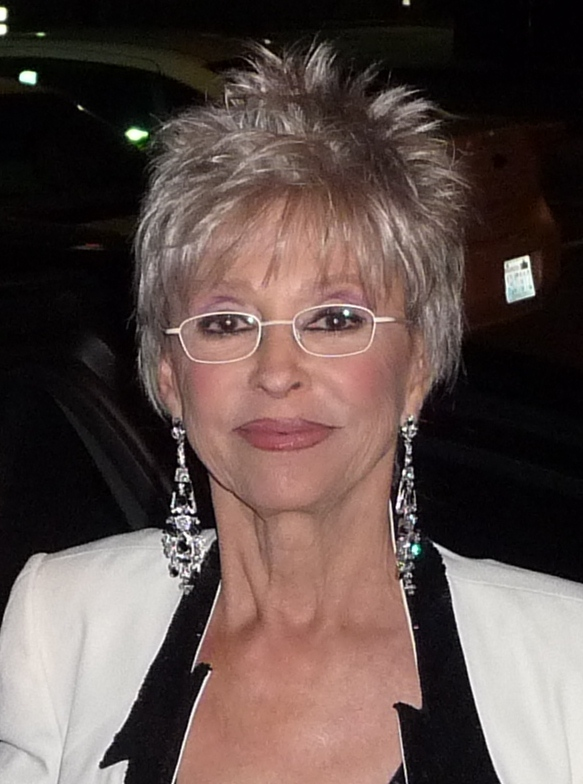
Rita Moreno ganó el premio a la mejor actriz de reparto por West Side Story.

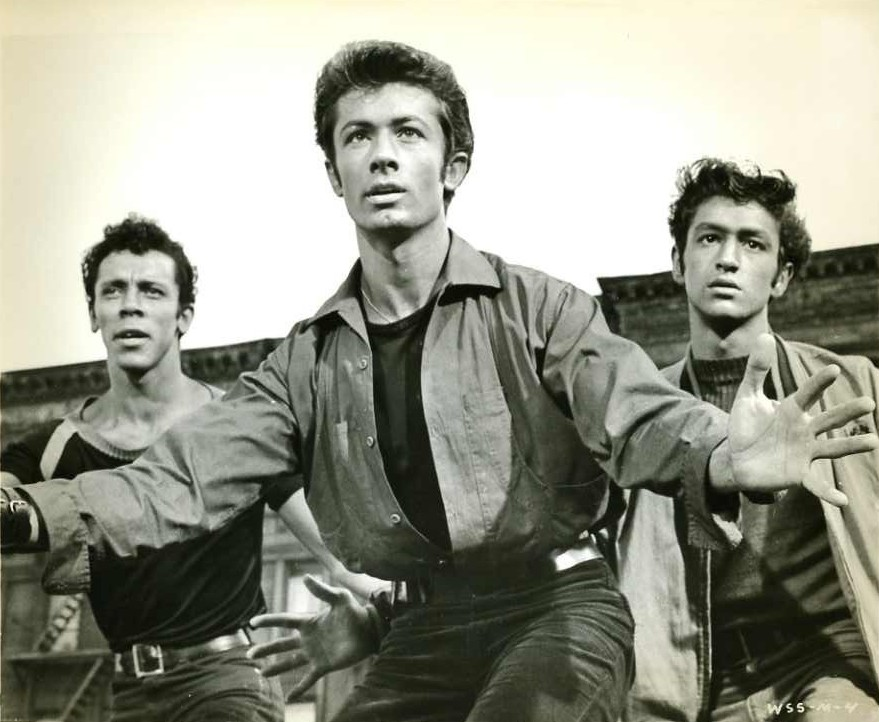
George Chakiris ganó el Óscar al mejor actor de reparto por su actuación en West Side Story.

Indica el ganador dentro de cada categoría.
| Mejor película Presentado por: Fred Astaire West Side Story — Robert Wise, productor - Fanny — Joshua Logan, productor - The Hustler (El buscavidas o El audaz) — Robert Rossen, productor - Judgment at Nuremberg (¿Vencedores o vencidos?) — Stanley Kramer, productor - The Guns of Navarone (Los cañones de Navarone) — Carl Foreman, productor | Mejor dirección Presentado por: Rosalind Russell Jerome Robbins y Robert Wise — West Side Story - J. Lee Thompson — The Guns of Navarone (Los cañones de Navarone) - Robert Rossen — The Hustler (El buscavidas o El audaz) - Stanley Kramer — Judgment at Nuremberg (¿Vencedores o vencidos?) - Federico Fellini — La dolce vita |
| Mejor actor Presentado por: Joan Crawford Maximilian Schell — Judgment at Nuremberg - Charles Boyer — Fanny - Paul Newman — The Hustler (El buscavidas o El audaz) - Spencer Tracy — Judgment at Nuremberg (¿Vencedores o vencidos?) - Stuart Whitman — The Mark (Hombre marcado) | Mejor actriz Presentado por: Burt Lancaster Sophia Loren — La ciociara (Dos mujeres) - Audrey Hepburn — Breakfast at Tiffany's (Desayuno con diamantes) - Piper Laurie — The Hustler (El buscavidas o El audaz) - Geraldine Page — Summer and Smoke (Verano y humo) - Natalie Wood — Splendor in the Grass (Esplendor en la hierba) |
| Mejor actor de reparto Presentado por: Shirley Jones George Chakiris — West Side Story - George C. Scott — The Hustler (El buscavidas o El audaz) - Jackie Gleason — The Hustler (El buscavidas o El audaz) - Peter Falk — Pocketful of Miracles (Un gángster para un milagro) - Montgomery Clift — Judgment at Nuremberg (¿Vencedores o vencidos?) | Mejor actriz de reparto Presentado por: Rock Hudson Rita Moreno — West Side Story - Fay Bainter — The Children's Hour (La calumnia) - Judy Garland — Judgment at Nuremberg (¿Vencedores o vencidos?) - Lotte Lenya — The Roman Spring of Mrs. Stone (La primavera romana de la señora Stone) - Una Merkel — Summer and Smoke (Verano y humo) |
| Mejor argumento y guion escritos directamente para la pantalla Presentado por: Jack Lemmon y Lee Remick Splendor in the Grass (Esplendor en la hierba) — William Motter Inge - Lover Come Back (Pijama para dos) — Stanley Shapiro y Paul Henning - La dolce vita — Federico Fellini, Tullio Pinelli, Ennio Flaiano y Brunello Rondi - Il generale della Rovere (El general de la Rovere) — Sergio Amidei, Diego Fabbri e Indro Montanelli - Ballada o soldate (La balada del soldado) — Valentin Ezhov y Grigori Chujrái                                                                                                   | Mejor guion basado en material de otro medio Presentado por: Jack Lemmon y Lee Remick Judgment at Nuremberg (¿Vencedores o vencidos?) — Abby Mann - Breakfast at Tiffany's (Desayuno con diamantes) — George Axelrod - The Guns of Navarone (Los cañones de Navarone) — Carl Foreman - West Side Story — Ernest Lehman - The Hustler (El buscavidas o El audaz) — Sidney Carroll y Robert Rossen |
| Mejor cortometraje Presentado por: George Hamilton y Glynis Johns Seawards the Great Ships - Templar Film Studios - Play Ball! - Ballon Vole - The Face of Jesus - John D. Jennings - Rooftops of New York - Robert Gaffney - Very Nice, Very Nice - National Film Board of Canada | Mejor cortometraje animado Presentado por: George Hamilton y Glynis Johns Ersatz (The Substitute) - Zagreb Film - Aquamania - Walt Disney - Beep Prepared - Chuck Jones - Nelly's Folly - Chuck Jones - Pied Piper of Guadalupe - Friz Freleng |
| Mejor documental largo Presentado por: George Chakiris y Carolyn Jones Sky Above and Mud Beneath - Arthur Cohn y Rene Lafuite - The Grand Olympics - Istituto Nazionale Luce | Mejor documental corto Presentado por: George Chakiris y Carolyn Jones Project Hope - Frank P. Bibas - Breaking the Language Barrier - United States Air Force - Cradle of Genius - Jim O'Connor y Tom Hayes - Kahl - Dido-Film-GmbH - L'uomo in grigio - Benedetto Benedetti |
| Mejor película de habla no inglesa Introducción por: Jack L. Warner · Presentado por: Eric Johnston Såsom i en spegel (Como en un espejo), de Ingmar Bergman ( Suecia) - Plácido, de Luis García Berlanga (España) - Ánimas Trujano, de Ismael Rodríguez Ruelas (México) - Eien no hito (Un amor inmortal), de Keisuke Kinoshita (Japón) - Harry og kammertjeneren, de Bent Christensen (Dinamarca) | |
| Mejor banda sonora de una película dramática o comedia Presentado por: Cyd Charisse y Tony Martin Breakfast at Tiffany's (Desayuno con diamantes) - Henry Mancini - El Cid – Miklós Rózsa - Fanny – Morris Stoloff y Harry Sukman - The Guns of Navarone (Los cañones de Navarone) – Dimitri Tiomkin - Summer and Smoke (Verano y humo) – Elmer Bernstein | Mejor orquestación de una película musical Presentado por: Cyd Charisse y Tony Martin West Side Story - Saul Chaplin, Johnny Green, Sid Ramin e Irwin Kostal - Babes in Toyland (El bosque sin retorno) – George Bruns - Flower Drum Song (Prometidas sin novio) – Alfred Newman y Ken Darby - Jovanschina – Dmitri Shostakóvich - Paris Blues - Duke Ellington |
| Mejor canción original Presentado por: Debbie Reynolds «Moon River» de Breakfast at Tiffany's (Desayuno con diamantes); compuesta por Henry Mancini y Johnny Mercer - «Bachelor in Paradise» de Bachelor in Paradise (Soltero en el paraíso); compuesta por Henry Mancini y Mack David - «Love Theme From El Cid» de El Cid; compuesta por Miklós Rózsa y Paul Francis Webster - «Pocketful of Miracles» de Pocketful of Miracles (Un gángster para un milagro); compuesta por James Van Heusen y Sammy Cahn - «Town without Pity» de Town Without Pity (Ciudad sin piedad); compuesta por Dimitri Tiomkin y Ned Washington | Mejor sonido Presentado por: Anthony Franciosa y Joanne Woodward West Side Story — Fred Hynes, Gordon E. Sawyer y el departamento de sonido de los estudios Todd-AO - The Parent Trap (Tú a Boston y yo a California) — Robert O. Cook y el departamento de sonido de los estudios Walt Disney - The Guns of Navarone (Los cañones de Navarone) — John Cox y el departamento de sonido de los estudios Shepperton - The Children's Hour (La calumnia) — Gordon E. Sawyer y el departamento de sonido de los estudios Samuel Goldwyn - Flower Drum Song (Prometidas sin novio) — Waldon O. Watson y el departamento de sonido de los estudios Revue |
| Mejor fotografía - Blanco y negro Presentado por: Vince Edwards y Shelley Winters The Hustler (El buscavidas o El audaz) — Eugen Schüfftan - The Absent-Minded Professor (Un sabio en las nubes) — Edward Colman - The Children's Hour (La calumnia) — Franz F. Planer - Judgment at Nuremberg (¿Vencedores o vencidos?) — Ernest Laszlo - One, Two, Three (Uno, dos, tres) — Daniel L. Fapp | Mejor fotografía - Color Presentado por: Vince Edwards y Shelley Winters West Side Story — Daniel L. Fapp - A Majority of One — Harry Stradling - Fanny — Jack Cardiff - Flower Drum Song (Prometidas sin novio) — Russell Metty - One-Eyed Jacks (El rostro impenetrable) — Charles Lang |
| Mejor dirección de arte - Blanco y negro Presentado por: Carroll Baker y Richard Chamberlain The Hustler (El buscavidas o El audaz) — Harry Horner y Gene Callahan - The Absent-Minded Professor (Un sabio en las nubes) — Carroll Clark, Emile Kuri y Hal Gausman - The Children's Hour (La calumnia) — Fernando Carrere y Edward G. Boyle - Judgment at Nuremberg (¿Vencedores o vencidos?) — Rudolph Sternad y George Milo - La dolce vita — Piero Gherardi | Mejor dirección de arte - Color Presentado por: Carroll Baker y Richard Chamberlain West Side Story — Boris Leven y Victor A. Gangelin - Breakfast at Tiffany's (Desayuno con diamantes) — Hal Pereira, Roland Anderson, Sam Comer y Ray Moyer - El Cid — Veniero Colasanti y John Moore - Flower Drum Song (Prometidas sin novio) — Alexander Golitzen, Joseph Wright y Howard Bristol - Summer and Smoke (Verano y humo) — Hal Pereira, Walter Tyler, Sam Comer y Arthur Krams |
| Mejor diseño de vestuario - Blanco y negro Presentado por: Eddie Albert y Dina Merrill La dolce vita — Piero Gherardi - The Children's Hour (La calumnia) — Dorothy Jeakins - Claudelle Inglish — Howard Shoup - Judgment at Nuremberg (¿Vencedores o vencidos?) — Jean Louis - Yojimbo — Yoshiro Muraki | Mejor diseño de vestuario - Color Presentado por: Eddie Albert y Dina Merrill West Side Story — Irene Sharaff - Babes in Toyland (El bosque sin retorno) — Bill Thomas - Back Street (La calle de atrás) — Jean Louis - Flower Drum Song (Prometidas sin novio) — Irene Sharaff - Pocketful of Miracles (Un gángster para un milagro) — Edith Head y Walter Plunkett |
| Mejor montaje Presentado por: Angie Dickinson y Rod Taylor West Side Story — Thomas Stanford - Fanny — William H. Reynolds - The Guns of Navarone (Los cañones de Navarone) — Alan Osbiston - Judgment at Nuremberg (¿Vencedores o vencidos?) — Frederic Knudtson - The Parent Trap (Tú a Boston y yo a California) — Philip W. Anderson | Mejores efectos especiales Presentado por: Macdonald Carey y Shirley Knight The Guns of Navarone (Los cañones de Navarone) — Bill Warrington y Vivian C. Greenham - The Absent-Minded Professor (Un sabio en las nubes) — Robert A. Mattey y Eustace Lycett |

### Óscar honorífico
- Fred L. Metzler, por la dedicación y su extraordinario servicio a la Academia.
- Jerome Robbins, por su brillante resultado en la creación de coreografías para películas.
- William L. Hendricks, por su extraordinario y patriótico servicio hacia la creación, la escenografía y la producción de filmes como A Force in Readiness.

## Premios y nominaciones múltiples
| Película                                            | Nominaciones | Premios |
| --------------------------------------------------- | ------------ | ------- |
| West Side Story                                     | 11           | 10      |
| Judgment at Nuremberg (¿Vencedores o vencidos?)     | 11           | 2       |
| The Hustler (El buscavidas o El audaz)              | 9            | 2       |
| Breakfast at Tiffany's (Desayuno con diamantes)     | 5            | 2       |
| The Guns of Navarone (Los cañones de Navarone)      | 7            | 1       |
| La dolce vita                                       | 4            | 1       |
| Splendor in the Grass (Esplendor en la hierba)      | 2            | 1       |
| Såsom i en spegel (Como en un espejo)               | 1            | 1       |
| La ciociara (Dos mujeres)                           | 1            | 1       |
| Fanny                                               | 5            | 0       |
| Flower Drum Song (Prometidas sin novio)             | 5            | 0       |
| The Children's Hour (La calumnia)                   | 5            | 0       |
| Summer and Smoke (Verano y humo)                    | 4            | 0       |
| El Cid                                              | 3            | 0       |
| The Absent-Minded Professor (Un sabio en las nubes) | 3            | 0       |
| Pocketful of Miracles (Un gángster para un milagro) | 3            | 0       |
| Babes in Toyland (El bosque sin retorno)            | 2            | 0       |
| The Parent Trap (Tú a Boston y yo a California)     | 2            | 0       |